# Привітівська сільська рада
Привітівська сільська рада — колишня адміністративно-територіальна одиниця та орган місцевого самоврядування у Любарському і Дзержинському (Миропільському) районах Житомирської і Бердичівської округ, Вінницької й Житомирської областей Української РСР та України з адміністративним центром у с. Привітів.

## Населені пункти
Сільській раді були підпорядковані населені пункти:
- с. Привітів

## Населення
Кількість населення ради станом на 1923 рік становила 1 632 особи, кількість дворів — 292.
Відповідно до перепису населення СРСР, станом на 17 грудня 1926 року, чисельність населення ради становила 1 845 осіб, з них, за статтю: чоловіків — 905, жінок — 940, етнічний склад: українців — 1 842, інших — 3. Кількість господарств — 417, з них несільського типу — 35.
Відповідно до результатів перепису населення СРСР, кількість населення ради станом на 12 січня 1989 року становила 1 307 осіб.
Станом на 5 грудня 2001 року, відповідно до перепису населення України, кількість мешканців сільської ради становила 1 118 осіб.

## Склад ради
Рада складалася з 16 депутатів та голови.

### Керівний склад сільської ради
| ПІБ                            | Основні відомості                                                               | Дата обрання | Дата звільнення |
| ------------------------------ | ------------------------------------------------------------------------------- | ------------ | --------------- |
| Добридень Тетяна Володимирівна | Сільський голова, 1952 року народження, освіта, позапартійна                    | 26.03.2006   | 31.10.2010      |
| Добридень Тетяна Володимирівна | Сільський голова, 1952 року народження, освіта середня спеціальна, позапартійна | 31.10.2010   |                 |

Примітка: таблиця складена за даними джерела

## Історія
Створена 1923 року в с. Привітів Ново-Чорторийської волості Полонського повіту Волинської губернії. Станом на 17 грудня 1926 року в підпорядкуванні значився хутір Марусина, який, на 1 жовтня 1941 року, не перебував на обліку населених пунктів.
Станом на 1 вересня 1946 року сільська рада входила до складу Любарського району Житомирської області, на обліку в раді перебувало с. Привітів.
11 серпня 1954 року, відповідно до указу Президії Верховної ради Української РСР «Про укрупнення сільських рад по Житомирській області», сільську раду ліквідовано, територію та с. Привітів приєднано до складу Новочорторийської сільської ради Любарського району. Відновлена 17 травня 1957 року, відповідно до рішення Житомирського облвиконкому № 419 «Про утворення Привітівської сільської ради в складі Любарського району».
На 1 січня 1972 року сільська рада входила до складу Любарського району Житомирської області, на обліку в раді перебувало с. Привітів.
10 травня 1972 року, відповідно до рішення Житомирського облвиконкому № 194 «Про ліквідацію, утворення окремих сільрад та зміни в адміністративному підпорядкуванні деяких населених пунктів Любарського і Малинського районів», підпорядковано с. Горопаї ліквідованої Горопаївської сільської ради Любарського району. 26 червня 1992 року, відповідно до рішення Житомирської обласної ради «Про внесення змін в адміністративно-територіальний устрій окремих районів», с. Горопаї передане до складу відновленої Горопаївської сільської ради Любарського району.
Ліквідована 20 листопада 2017 року через об'єднання до складу Любарської селищної територіальної громади Любарського району Житомирської області.
Входила до складу Любарського (7.03.1923 р., 17.06.1925 р., 4.01.1965 р.) та Дзержинського (Миропільського, 21.08.1924 р., 30.12.1962 р.) районів.